# Nuoto ai Giochi della XXXII Olimpiade - 800 metri stile libero maschili
La gara di nuoto degli 800 metri stile libero maschili dei Giochi della XXXII Olimpiade di Tokyo è stata disputata il 27 e il 29 luglio 2021 presso il Tokyo Aquatics Centre. Vi hanno partecipato 34 atleti provenienti da 21 nazioni.
La competizione è stata vinta dal nuotatore statunitense Robert Finke, mentre l'argento e il bronzo sono andati rispettivamente all'italiano Gregorio Paltrinieri e all'ucraino Mychajlo Romančuk.

## Record
Prima della competizione il record del mondo e il record olimpico erano i seguenti'
| Record mondiale | 7'32"12                               | Zhang Lin Cina                        | 29 luglio 2009 Roma, Italia           |
| Record olimpico | Evento olimpico di nuova introduzione | Evento olimpico di nuova introduzione | Evento olimpico di nuova introduzione |

Durante la competizione è stato stabilito il seguente record:
| Data      | Evento     | Atleta            | Nazione | Tempo   | Record          |
| --------- | ---------- | ----------------- | ------- | ------- | --------------- |
| 27 luglio | Batteria 4 | Mychajlo Romančuk | Ucraina | 7'41"28 | Record olimpico |

## Programma
| Data           | Ora (UTC+9) | Turno    |
| -------------- | ----------- | -------- |
| 27 luglio 2021 | 20:17       | Batterie |
| 29 luglio 2021 | 10:30       | Finale   |

## Risultati

### Batterie
I primi 8 si qualificano per la finale.
| Pos. | Batteria | Corsia | Atleta                  | Nazionalità   | Tempo   | Note             |
| ---- | -------- | ------ | ----------------------- | ------------- | ------- | ---------------- |
| 1    | 4        | 5      | Mychajlo Romančuk       | Ucraina       | 7'41"28 | Q,               |
| 2    | 4        | 3      | Florian Wellbrock       | Germania      | 7'41"77 | Q,               |
| 3    | 4        | 7      | Robert Finke            | Stati Uniti   | 7'42"72 | Q,               |
| 4    | 5        | 2      | Felix Auböck            | Austria       | 7'45"73 | Q,               |
| 5    | 5        | 7      | Guilherme Costa         | Brasile       | 7'46"09 | Q,               |
| 6    | 5        | 3      | Jack McLoughlin         | Australia     | 7'46"94 | Q                |
| 7    | 4        | 2      | Serhij Frolov           | Ucraina       | 7'47"67 | Q                |
| 8    | 5        | 4      | Gregorio Paltrinieri    | Italia        | 7'47"73 | Q                |
| 9    | 4        | 4      | Henrik Christiansen     | Norvegia      | 7'48"37 |                  |
| 10   | 4        | 6      | Ahmed Hafnaoui          | Tunisia       | 7'49"14 |                  |
| 10   | 1        | 4      | Victor Johansson        | Svezia        | 7'49"14 | Record nazionale |
| 12   | 5        | 6      | Gabriele Detti          | Italia        | 7'49"47 |                  |
| 13   | 5        | 1      | Aleksandr Yegorov       | ROC           | 7'49"97 |                  |
| 14   | 3        | 8      | Daniel Wiffen           | Irlanda       | 7'51"65 | Record nazionale |
| 15   | 3        | 5      | Alfonso Mestre          | Venezuela     | 7'52"07 |                  |
| 16   | 3        | 7      | Marwan El-Kamash        | Egitto        | 7'52"76 |                  |
| 17   | 4        | 8      | Michael Brinegar        | Stati Uniti   | 7'53"00 |                  |
| 18   | 2        | 6      | Zac Reid                | Nuova Zelanda | 7'53"06 | Record nazionale |
| 19   | 3        | 1      | Alexander Nørgaard      | Danimarca     | 7'53"50 |                  |
| 20   | 2        | 5      | Nguyễn Huy Hoàng        | Vietnam       | 7'54"16 |                  |
| 21   | 4        | 1      | Anton Ipsen             | Danimarca     | 7'54"98 |                  |
| 22   | 2        | 1      | Ákos Kalmár             | Ungheria      | 7'55"85 |                  |
| 23   | 2        | 4      | José Lopes              | Portogallo    | 7'56"15 |                  |
| 24   | 3        | 6      | Yiğit Aslan             | Turchia       | 7'56"18 |                  |
| 25   | 3        | 4      | Kieran Bird             | Gran Bretagna | 7'57"53 |                  |
| 26   | 2        | 3      | Dimitrios Markos        | Grecia        | 7'58"68 |                  |
| 27   | 2        | 7      | Cheng Long              | Cina          | 7'58"71 |                  |
| 28   | 5        | 8      | Jan Micka               | Rep. Ceca     | 7'59"04 |                  |
| 29   | 5        | 5      | David Aubry             | Francia       | 8'00"16 |                  |
| 30   | 3        | 2      | Ilya Druzhinin          | ROC           | 8'01"47 |                  |
| 31   | 1        | 3      | Marcelo Acosta          | El Salvador   | 8'03"01 |                  |
| 32   | 1        | 5      | Martin Bau              | Slovenia      | 8'04"79 |                  |
| 33   | 2        | 2      | Vuk Čelić               | Serbia        | 8'04"85 |                  |
| -    | 3        | 3      | Konstantinos Englezakis | Grecia        | -       | dns              |

### Finale
| Pos.    | Corsia | Atleta               | Nazionalità | Tempo   | Note             |
| ------- | ------ | -------------------- | ----------- | ------- | ---------------- |
| Oro     | 3      | Robert Finke         | Stati Uniti | 7'41"87 | Record nazionale |
| Argento | 8      | Gregorio Paltrinieri | Italia      | 7'42"11 |                  |
| Bronzo  | 4      | Mychajlo Romančuk    | Ucraina     | 7'42"33 |                  |
| 4       | 5      | Florian Wellbrock    | Germania    | 7'42"68 |                  |
| 5       | 7      | Jack McLoughlin      | Australia   | 7'45"00 |                  |
| 6       | 1      | Serhiy Frolov        | Ucraina     | 7'45"11 |                  |
| 7       | 6      | Felix Auböck         | Austria     | 7'49"14 |                  |
| 8       | 2      | Guilherme Costa      | Brasile     | 7'53"31 |                  |